# Pallacanestro Cantù 1969-1970
Questa voce raccoglie le informazioni riguardanti la Pallacanestro Cantù nelle competizioni ufficiali della stagione 1969-1970.

## Stagione
La stagione 1969-1970 della Pallacanestro Cantù senza una sponsorizzazione principale, è la 15ª nel massimo campionato italiano di pallacanestro, la Serie A.
Nell'agosto 1969 Aldo Allievi divenne presidente della Pallacanestro Cantù, assumendone anche la proprietà dopo che la famiglia Casella aveva deciso di farsi da parte. Il neo presidente dovette anche vendere il capitano Antonio Frigerio, ricavandone una bella somma che servì a programmare l'intera stagione, così Carlo "Charlie" Recalcati divenne il nuovo capitano. Per l'allenatore, dopo il ritiro di Borislav Stanković, si optò per la scelta interna e venne promosso allenatore Arnaldo Taurisano. Inoltre nel corso della stagione ci furono le affermazioni di due giovani provenienti dal vivaio: quella di Fabrizio "Ciccio" Della Fiori e di Pierluigi Marzorati.

## Roster
- Carlo Recalcati
- / Alberto De Simone
- Fabrizio Della Fiori
- Antonio Farina
- Giancarlo Lazzari
- Pierluigi Marzorati
- Dante Masocco
- Ed Siudut
- Paolo Viola
- Bertuol
- D'Addezio

Allenatore:  Arnaldo Taurisano

## Mercato
| Acquisti | Acquisti      | Acquisti           | Acquisti   |
| R.       | Nome          | da                 | Modalità   |
| -------- | ------------- | ------------------ | ---------- |
| C        | Dante Masocco | Pall. Vigevano     | definitivo |
| AG       | Ed Siudut     | H. Cross Crusaders | definitivo |

| Cessioni | Cessioni           | Cessioni       | Cessioni                    |
| R.       | Nome               | a              | Modalità                    |
| -------- | ------------------ | -------------- | --------------------------- |
| ALL      | Borislav Stanković |                | ritirato                    |
| G        | Antonio Frigerio   | Brill Cagliari | rescissione (33 milioni L.) |
| P        | Carlos D'Aquila    |                | fine contratto              |
| C        | Bob Burgess        |                | fine contratto              |
| AG       | Mike Lynn          | L.A. Lakers    | fine contratto              |
|          | Danilo Nanni       |                | fine contratto              |